# Dagpo-kagyü

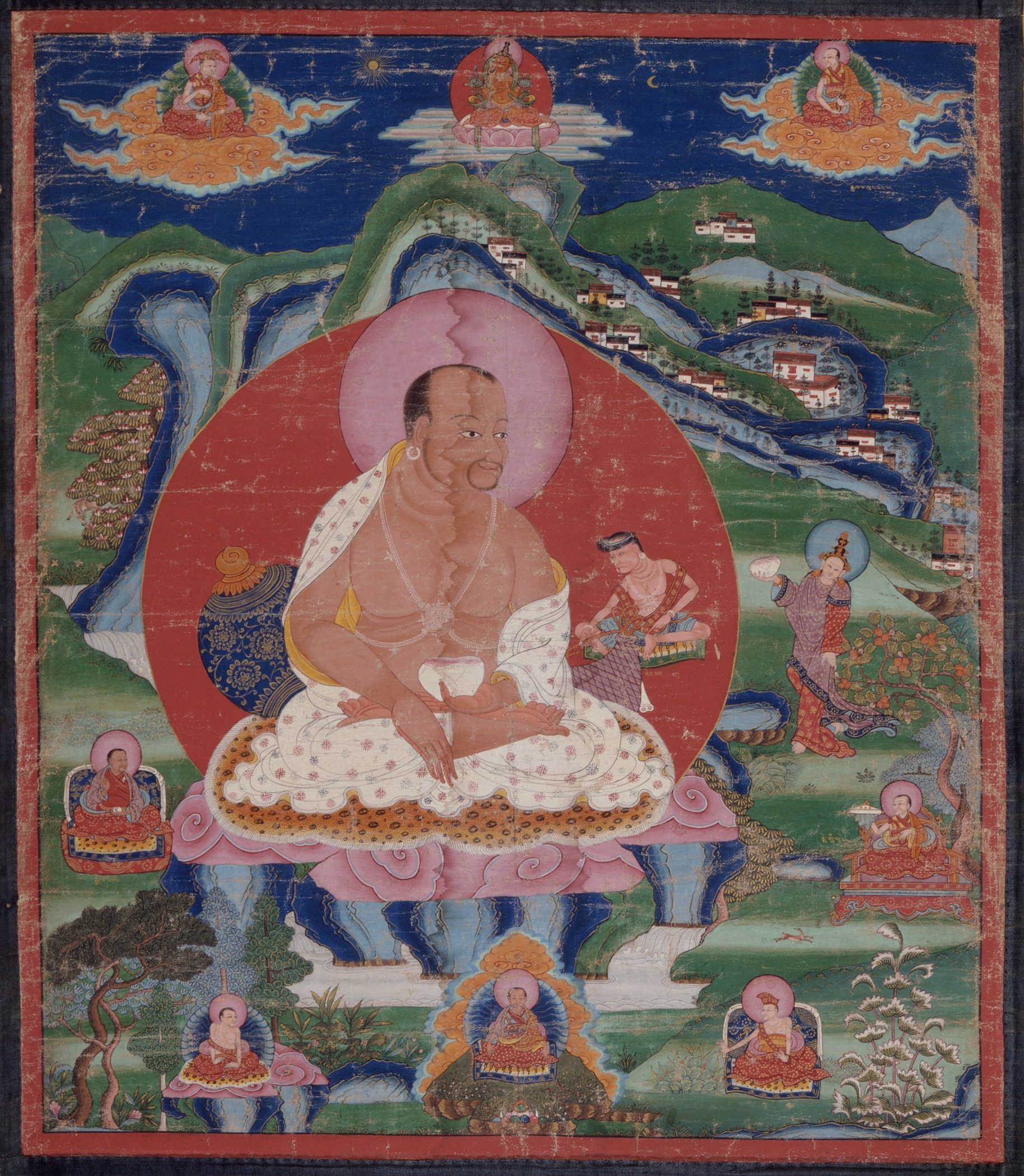
Lingrepa Padma Dorje, grundare av Lingre-kagyü.

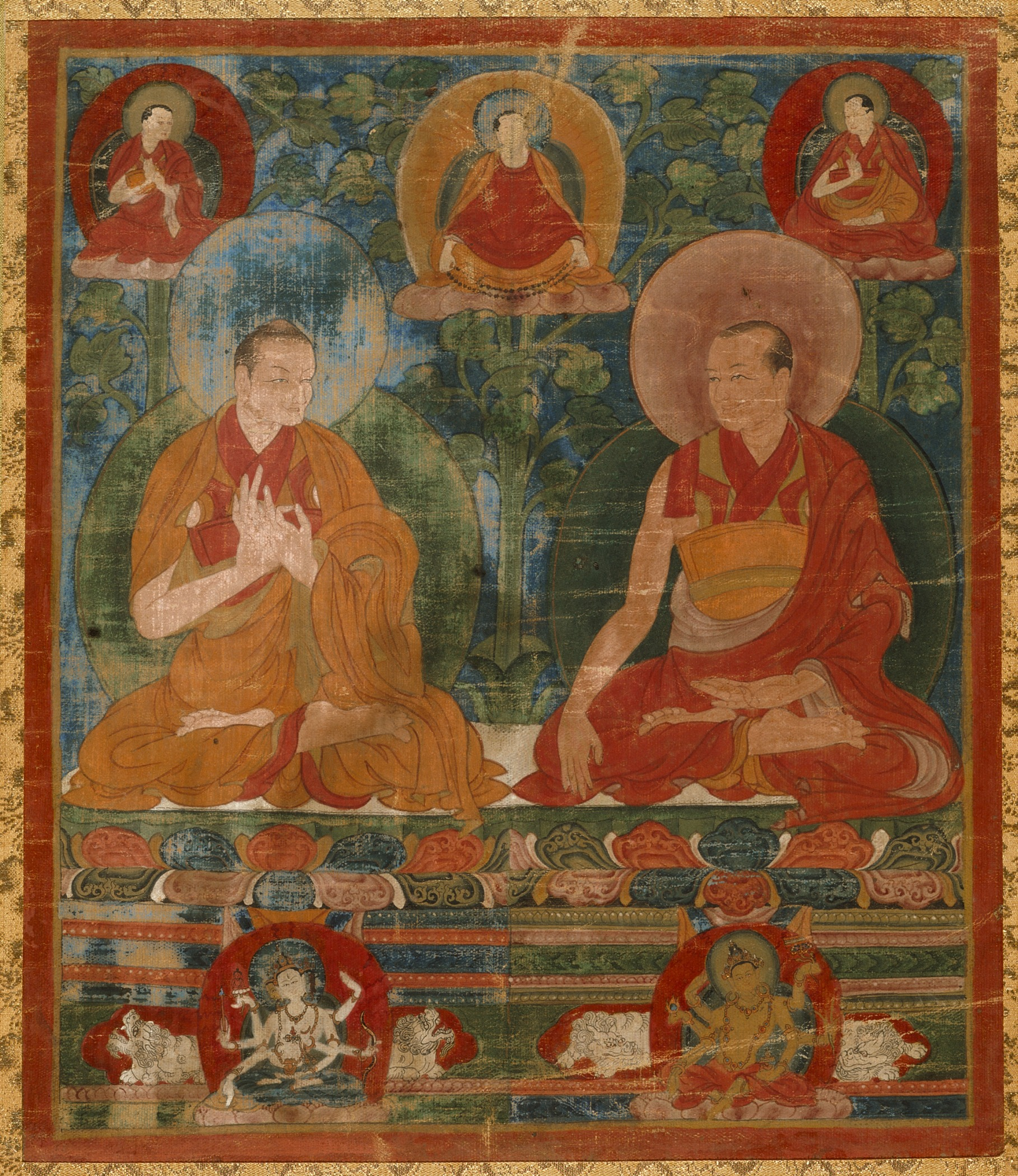
Sakyasri och Thropu Lotsawa grundare av Trophu-kagyü.

Dagpo-kagyü (Dzongkha: དྭགས་པོ་བཀའ་བརྒྱུད; Wylie: dwags po bka' brgyud), eller helt enkelt dagpo, är en gren av kagyü-skolan inom den tibetanska buddhismen, en av de mer kända skolorna. Den omfattar de grenar av kagyü som kan härledas tillbaka till Gampopa (1079-1153), som var lärjunge till Milarepa och skrev många verk om det buddhistiska utövandet och om buddhistisk lära. Gampopa var också känd som Dagpo Lhaje (dzongkha དྭགས་པོ་ལྷ་རྗེ och wylie dwags po lha rje) "Läkaren från Dagpo" och också Nyamed Dakpo Rinpoche "Den Ojämförlige Oskattbare från Dagpo". Alla grenar av kagyü-traditionen av tibetansk buddhism som finns kvar in i 2000-talet, Drikung-kagyü, Drugpa-kagyü och Karma-kagyü kan härledas till Dagpo-kagyü. Skolan, och därmed alla dess grenar, bygger bland annat på Naropas sex yogatyper och Det Stora Sigillet (sanskrit Mahamudra).
I snävare definition används begreppet Dagpo-kagyü om den tradition som kan härledas till Gampopas eget kloster Daglha Gampo (wylie dwags lha sgam po). Den grenen gick vidare från Gampopa till hans brorson o Dagpo Gomtsul. 
En viktig lama inom grenen var Dagpo Tashi Namgyal (1511-1587).

## Dagpo-kagyüs härstamning
I Gampopas efterföljd hard et utvecklats fyra primära och åtta sekundära grenar av Dagpo-kagyü-skolan.

### De fyra primära grenarna
- Tshalpa-kagyü grundad av Zhang Yudrakpa Tsöndru Drakpa
- Karma-kagyü eller Karma Kamtsang grundad av ”Den Förste Karmapa”, Düsum Khyenpa.
- Barom-kagyü grundad av Barompa Darma Wangchug
- Phagdru-kagyü grundad av Phagmo Drupa Dorje Gyalpo

### De åtta sekundära grenarna
De åtta sekundära grenarna (zung bzhi ya brgyad eller chung brgyad) av Dagpo-kagyü kan alla härledas till Phagdru-kagyü-traditionen och grundades av de äldre lärjungarna till Phagmo Drupa Dorje Gyalpo och efterföljarna I nästa generation.
- Drikung-kagyü grundad av Drigung Kyobpa Jikten Gönpo Rinchen Päl (1143-1217)
- Lingre-kagyü grundad av Lingrepa Pema Dorje (1128-1188)
- Martsang-kagyü grundad av Marpa Drupthob Sherab Yeshe, också grundare av Sho-klostret (ཤོ་དགོན) i östra Tibet
- Shugseb-kagyü
- Taklung-kagyü grundad av Taklung Thangpa Tashi Pal (1142-1210)
- Trophu-kagyü grundad av Gyal Tsha Rinchen Gon (1118-1195) och Kunden Repa (1148-1217) och i generationen efter av deras yngre släkting Thropu Lotsawa
- Yabzang-kagyü
- Yelpa-kagyü grundad av Drubthob Yeshe Tsegpa.

## Dagpo-kagyü på 2000-talet
Dagpo-kagyü finns på 2000-talet bevarad inom kagyü-skolorna Karma-kagyü, Drikung-kagyü och Drugpa-kagyü. Till största delen har lärorna från de olika andra grenarna genom århundradena överförts till någon av dessa tre av varandra oberoende grenar.
Ett exempel på kopplingarna utgör Dhagpo Kagyu Ling, det franska centrumet för tibetansk buddhism. Det grundades 1975 och beskriver sig som det europeiska sätet för Karma-kagyü-skolan.

I Sverige finns Karma-kagyü-skolan representerad via "Diamanvägsbuddhismen", som har center i Stockholm, Göteborg och Gävle. Den karaktäriserar  skolans inriktning på följande sätt: 
| ” | Den är en linje som baserar sig på muntlig överföring och lägger särskilt stor vikt vid meditation. I Karma Kagyu kan man, genom att samarbeta med en kvalificerad lärare, nå en fullständig och direkt erfarenhet av sinnets sanna natur. | „ |